# Andreas Staudinger

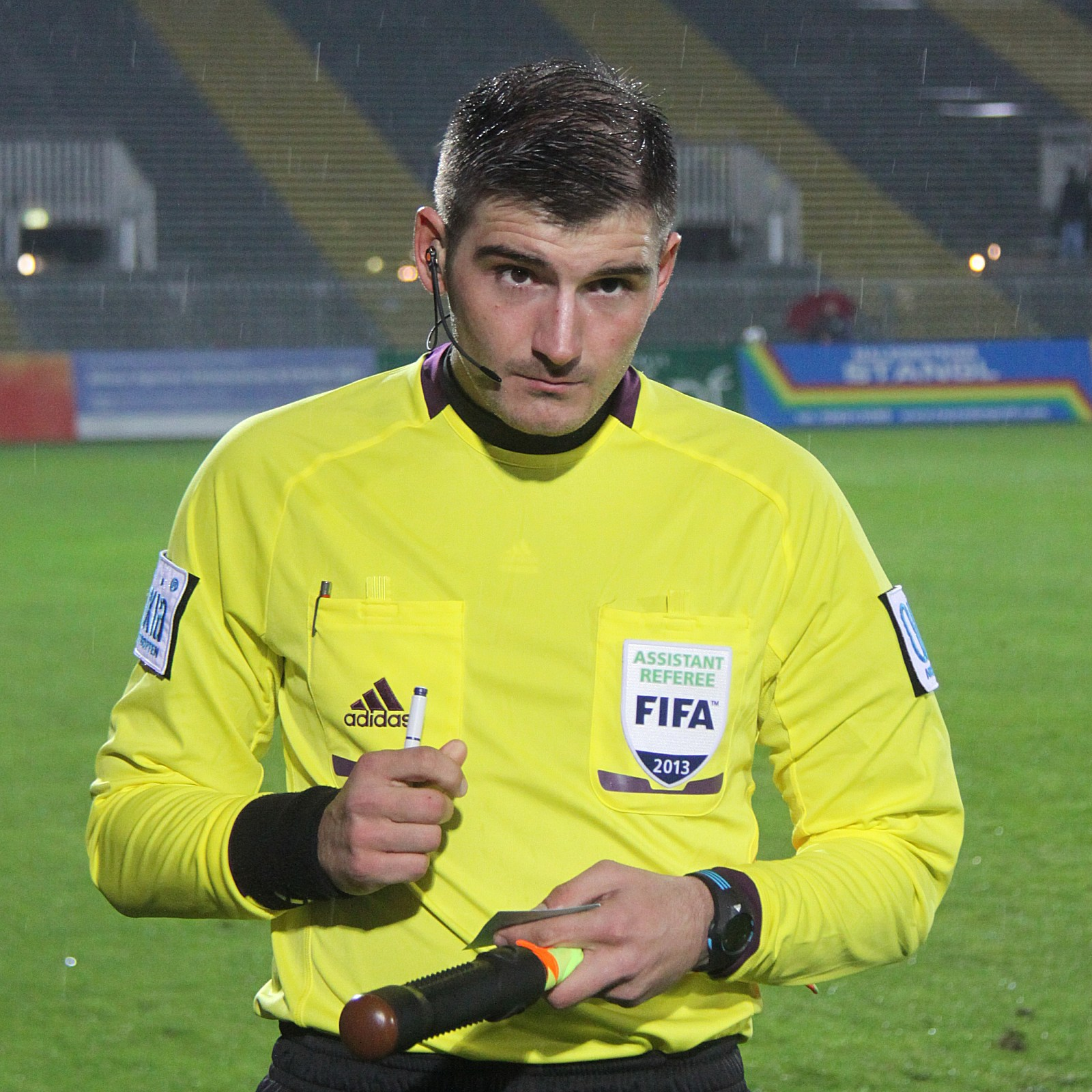
FIFA-Assistent Andreas Staudinger

Andreas Staudinger (* 12. April 1986 in Innsbruck) ist ein österreichischer Fußballschiedsrichter. Er ist Mitglied des Tiroler Fußballverbandes und gehört im Tiroler Schiedsrichterkollegium der Gruppe Innsbruck an. Seit Jänner 2013 ist er FIFA-Schiedsrichterassistent und leitet Spiele auf internationaler Ebene.

## Werdegang
Durch seinen Vater, der jahrelang internationaler FIFA-Assistent war, legte Andreas im April 2001 die Schiedsrichterprüfung beim Tiroler Fußballverband ab. Nach eineinhalb Jahren als Nachwuchsschiedsrichter stieg er in den Kampfmannschaftskader auf. Aufgrund seiner guten Leistungen stieg er nach 7 Jahren in die Regionalliga auf. Im Juli 2008 wurde Andreas von dem Tiroler Schiedsrichterkollegium als Assistent für die österreichische Bundesliga vorgeschlagen und nach einer Aufnahmeprüfung in den Kader der Schiedsrichter-Assistenten der österreichischen Bundesliga aufgenommen.
Sein Debüt hatte er bei dem Spiel FC Red Bull Salzburg II gegen SV Grödig am 18. Juli 2008 mit dem ehemaligen FIFA-Schiedsrichter Thomas Einwaller und Roland Heim. Auch erste internationale Erfahrungen bei Einsätzen als Assistent hatte er im Oktober 2009 bei dem Spiel U21 Island gegen Nordirland mit Fritz Stuchlik und Alain Hoxha. Weitere Einsätze kamen im August 2010 bei dem Uefa-Champions-League-Qualifikationsspiel zwischen dem MŠK Žilina gegen Litex Lovech, wiederum mit Thomas Einwaller und Roland Heim. Diese Einsätze hatte er, obwohl er nicht zu dem Kader der FIFA-Assistenten gehörte.
Das änderte sich am 1. Jänner 2013, seitdem gehört er zu den zehn internationalen Schiedsrichterassistenten in Österreich. Besonders dabei ist, dass auch sein Vater Walter Staudinger elf Jahre lang internationaler Assistent an der Seite von Konrad Plautz war. Das hat es noch nie gegeben, dass Vater und Sohn beide FIFA-Assistenten waren.
Am 18. Januar 2014 war Andreas Staudinger mit Dominik Ouschan und Roland Riedel bei dem Freundschaftsspiel Red Bull Salzburg gegen FC Bayern München Assistent, das die Salzburger Bullen mit 3:0 gewonnen haben.
Das bisherige Highlight der noch jungen Karriere war das Spiel der deutschen Nationalmannschaft am 6. Juni 2014 in Mainz gegen Armenien im Team mit Harald Lechner und Maximilian Kolbitsch. Es war das letzte Spiel vor der Abreise nach Brasilien, als die deutsche Nationalmannschaft Weltmeister 2014 wurde.
Von 2015 bis 2019 hatte Andreas Staudinger 25 internationale Einsätze.

## Privates
Andreas Staudinger ist ledig, hat eine Tochter und ist seit 2006 selbständig in der Finanzbranche.